# 霍奇斯 (南卡罗来纳州)
霍奇斯（英文：Hodges），是美国南卡罗来纳州下属的一座城市。城市类型是“Town”。其面积大约为0.78平方英里（2.03平方公里）。根据2010年美国人口普查，该市有人口155人，人口密度约为每平方 英里197.96人（约合每平方公里76.43人）。